# Comportamiento del gato

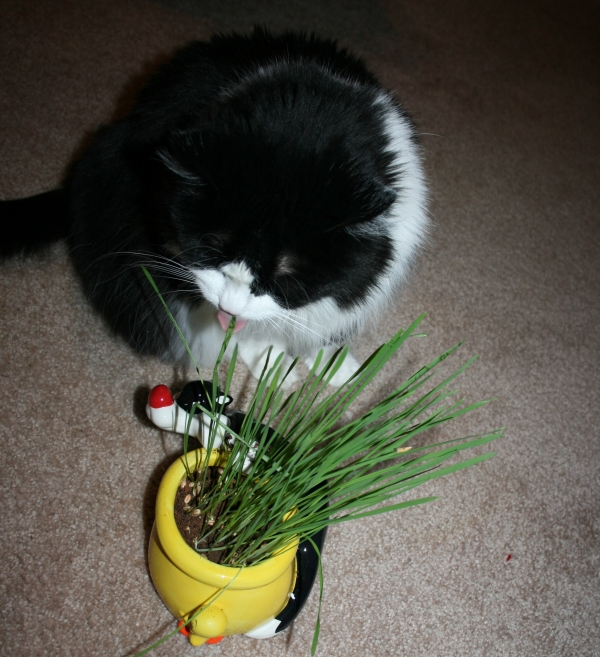
Gato comiendo «hierba para gatos»

El comportamiento felino comprende los hábitos del gato doméstico, incluyendo el lenguaje corporal y su comunicación. Este comportamiento puede variar entre camadas y gatos individuales. La mayoría de los comportamientos comunes incluyen técnicas de caza y reacciones a ciertos eventos como interacciones con humanos u otros animales. La comunicación puede variar enormemente en dependencia al temperamento de cada gato. En una familia con varios gatos, la posición social puede afectar a los patrones de conducta.

## Lenguaje corporal
Los gatos utilizan la boca para hablar. Frotarse contra un objeto, lamer y ronronear son muestras de afecto. El ronroneo puede ser muestra de cualquier emoción extrema, como dolor. Un gato con dolor ronronea para mostrar a los humanos que está preparado para ser ayudado. Un gatito ronronea desde las tres semanas de vida. 
La principal forma de comunicación gatuna se hace mediante la cola. Por lo general la suelen agitar suavemente cuando están relajados o el[cita requerida] y si la mueven abruptamente de lado a lado es cuando están ansiosos, muestra su actividad cerebral general, por ejemplo, cuando un gato está disfrutando su cola se mueve solo un poco. La usan más o menos de la misma manera en la que utilizamos nuestras manos al hablar.[cita requerida]

## Liberación de feromonas
Este comportamiento se usa principalmente para reclamar la posesión de algo, cada gato libera una combinación de feromonas diferente desde las glándulas de sus mejillas, al lado de la boca, por lo que pueden marcar algo frotándolo con el hocico. También tienen este tipo de glándulas en la base de la cola, por lo que cuando un gato se frota contra tu pierna también intenta frotar el final de la espalda para reclamarte como propiedad. Los gatos también pueden marcar con sus garras. Al arañar se vuelven a liberar rastros de feromonas que se transfieren al objeto que arañan. Al contrario que los gatos macho, las hembras y los machos emasculados no suelen marcar con orina. El único caso en el que las hembras marcan con orina es durante el celo, para que los machos las puedan encontrar. La esterilización también puede hacer que las gatas actúen más como los machos debido a la falta de hormonas femeninas, pero si empiezan a marcar con orina antes de la esterilización se debe a las hormonas femeninas y por tanto pararán tras la esterilización.

## Amasar

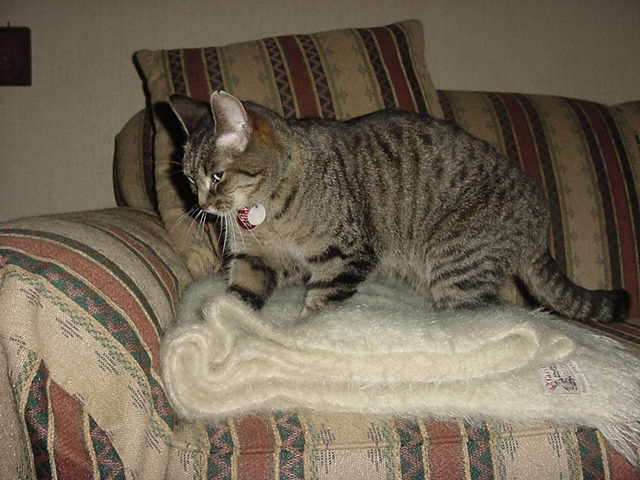
Un gato amasando una manta suave

El amasamiento es una actividad común en los gatos domésticos. Cuando están tranquilos, presionan y jalan con sus patas delanteras, alternando la izquierda y la derecha. Algunos gatos aparentan cuidar o mamar de la prenda o de la cama durante el amasamiento.
Como muchos de los animales domésticos, pero especialmente perros y gatos, retienen características y recuerdos juveniles. El amasamiento es algo que hacen los gatitos a la madre gata  para estimular las glándulas mamarias y producir más leche. Al ser destetados ya no necesitan hacerlo y tienden a hacerlo de forma contenida. Este gesto libera endorfinas ya que fue una vez algo instintivo.
El amasamiento suele darse antes de dormir.

### Origen
Muchas teorías intentan explicar por qué amasan los gatos. Puede tener origen en los antecesores salvajes del gato, que recogían hierba o follaje para hacer un nido temporal en el que descansar. También puede ser un remanente del amasamiento de los recién nacidos a las mamas de su madre para estimular la secreción de leche. Ya que la mayoría de los rasgos domésticos tienen neótenos o rasgos juveniles que persisten en los adultos, el amasamiento puede ser un resto de comportamiento juvenil que no se ha perdido en los gatos domésticos adultos modernos.
Muchos gatos ronronean mientras amasan. También lo hacen de pequeños cuando comen o cuando intentan mamar. La asociación común entre los dos comportamientos puede corroborar la evidencia a favor de que el origen del amasamiento es un instinto remanente. Algunos expertos consideran este amasamiento una manera que tiene el gato de estimularse, de la misma manera en la que un humano se estira.

### Acción
El gato ejerce presión con su pata, abriendo sus dedos para exponer sus garras y después cierra las garras a la vez que levanta la pata. El proceso se da con patas alternativas en intervalos de uno o dos segundos. Puede que hagan esto en el regazo de su dueño, lo que puede ser doloroso si el gato es muy grande, fuerte o tiene las uñas afiladas. Aunque los gatos están cómodos en superficies duras, solo amasan superficies blandas, aunque algunos gatos lo intentan en superficies duras «marchando» en vez de amasando.

## Cortejo
Los gatos comparados con otros mamíferos, tienen un cortejo único. El primer paso es el celo de la hembra. Los machos pueden oler una hembra en celo desde kilómetros y por tanto la buscan. Los machos luchan por el derecho de ser los primeros en aparearse con la hembra. A menudo la hembra se aparea con varios machos, por lo que es posible que aunque un macho pierda el derecho al primer apareamiento, pueda ser el padre. De modo que es posible que se de una camada de varios padres.

## Posturas
La postura de los gatos nos comunica sus emociones. Lo mejor es observar el comportamiento natural de los gatos cuando están por sí mismos, con humanos y con otros animales. Algunas de las posturas más básicas y comunes incluyen las siguientes:
- Relajado – El gato está tumbado de lado o sentado. Su respiración va de lenta a normal, con las patas plegadas o con las patas traseras extendidas. La cola apenas le envuelve o está extendida. También cuelga relajada cuando el gato está de pie.
- Alerta – El gato reposa sobre su tripa o puede estar sentado. Su espalda es casi horizontal al moverse y estar de pie. Respira normal , con sus patas dobladas o extendidas si esta de pie. Su cola se curva de nuevo hacia arriba o recta, y puede haber espasmos mientras la cola está colocada hacia abajo.
- Tensión – El gato reposa sobre su tripa. La parte trasera está visiblemente más baja al estar incorporado o retrocediendo. Sus patas, incluyendo las traseras están dobladas, y sus patas delanteras están extendidas cuando está incorporado. La cola está pegada al cuerpo, tensa o curvada hacia abajo y puede tener espasmos cuando el gato se levanta.
- Ansiedad –  El gato reposa sobre su tripa. La parte trasera está visiblemente más baja al estar incorporado o moviéndose. Su respiración es rápida y sus patas están escondidas bajo su cuerpo. La cola está pegada al cuerpo con la punta moviéndose de lado a lado.
- Miedo – El gato reposa sobre su tripa o se agacha directamente en la punta de las patas. Le tiembla el cuerpo entero y si está incorporado está cerca del suelo. Respiración acelerada y patas plegadas y cerca de la superficie. Cola curvada y muy pegada al cuerpo.
- Terror – El gato está agachado sobre la punta de las patas, con temblores visibles en algunas partes del cuerpo. Su cola está pegada al cuerpo y puede estar erizada, junto con el pelo de la espalda. Las patas están muy rígidas o dobladas para incrementar su tamaño. Normalmente los gatos evitan el contacto cuando se sienten amenazados pero pueden recurrir a distintos niveles de agresión cuando se sienten arrinconados o escapar resulta imposible.[4]

## Llamadas vocales
- Ronroneo – El ronroneo suele ser signo de satisfacción. Algunos gatos lo hacen en casos de extremo dolor o fatiga, simplemente para tratar de calmarse a sí mismos. Por lo tanto el ronroneo puede ser signo de placer o dolor, aunque es más usual en el primero de los casos. Aún no se sabe a ciencia cierta cómo funciona, pero se sospecha que es causado por diminutas vibraciones de la laringe.
- Saludo – Una particular clase de vocalización, como un maullido grave o un chirrido o un ladrido, posiblemente con un ronroneo simultáneo.
- Ansiedad – Este maullido es una petición de ayuda que suelen hacer los gatitos. Hay dos tipos de llamada, uno más alto y frenético, y otro de tono más bajo. En gatos mayores, es un maullido más lleno de pánico y más repetitivo.
- Atención – Suelen ser simples maullidos, tanto en gatos jóvenes como en mayores. Pueden ser usados para pedir atención, comida o para que les suelten.
- Protesta – Maullidos quejumbrosos.
- Frustración – Un suspiro fuerte o un resoplido exhalado.
- Felicidad – Un maullido que comienza bajo, luego sube y vuelve a bajar.
- La mayoría gruñe, bufa, sisea o silba cuando están enfadados o en peligro. Algunos pueden gorjear cuando observan a una presa o expresando interés en un objeto cercano. Cuando el sonido es dirigido hacia una presa fuera de alcance, no se sabe si es un sonido amenazador, una expresión de frustración o un intento de imitar la llamada de un ave (incluso imitar el sonido de la presa de un ave, como una cigarra). Recientemente, estudiosos del comportamiento animal creen que este sonido es un «comportamiento de ensayo» en el cual el gato anticipa o práctica cómo matar a su presa, ya que el sonido usualmente acompaña un movimiento de la mandíbula similar al que utilizan para matar a su presa (la «mordedura fatal» que rompe las vértebras del cuello en la víctima).

## Jadear
Al contrario que en los perros, jadear es algo poco común en los gatos. Aun así algunos gatos lo hacen cuando están estresados, por ejemplo, durante un viaje en coche. Más frecuentemente, los gatos jadean en respuesta a cambios ambientales, como ansiedad, miedo, excitación o celo. Sin embargo, si el jadeo es excesivo o el gato parece angustiado, es conveniente identificar la causa subyacente, ya que puede ser un síntoma de algo más grave, como un bloqueo nasal, parásitos en el corazón, traumatismo craneal, o intoxicación. Otros problemas, como fatiga, pérdida de peso, de apetito, beber en exceso, vomitos y diarrea pueden darse simultáneamente. Si el jadeo aparece en respuesta al celo o al miedo, el dueño puede apartar al gato del estímulo y observarlo. Si el jadeo continua se debería consultar a un veterinario. En muchos casos, el jadeo felino, especialmente si está acompañado de otros síntomas como tos o dificultades respiratorias (disnea), se considera fuera de lo normal y es tratado como emergencia.

## Reflejo de enderezamiento

Animación esquemática del movimiento al caer

Este reflejo es la habilidad que tienen los gatos para aterrizar sobre sus pies sin herirse. Pueden hacerlo más fácil que otros animales debido a su columna vertebral flexible y a su clavícula flotante. Los gatos también usan su visión y, o su aparato vestibular para saber hacia qué lado girar. También pueden estirarse y relajar los músculos. No siempre caen sin dañarse. Pueden romperse huesos o morir por excesivas caídas.

## Alimentación

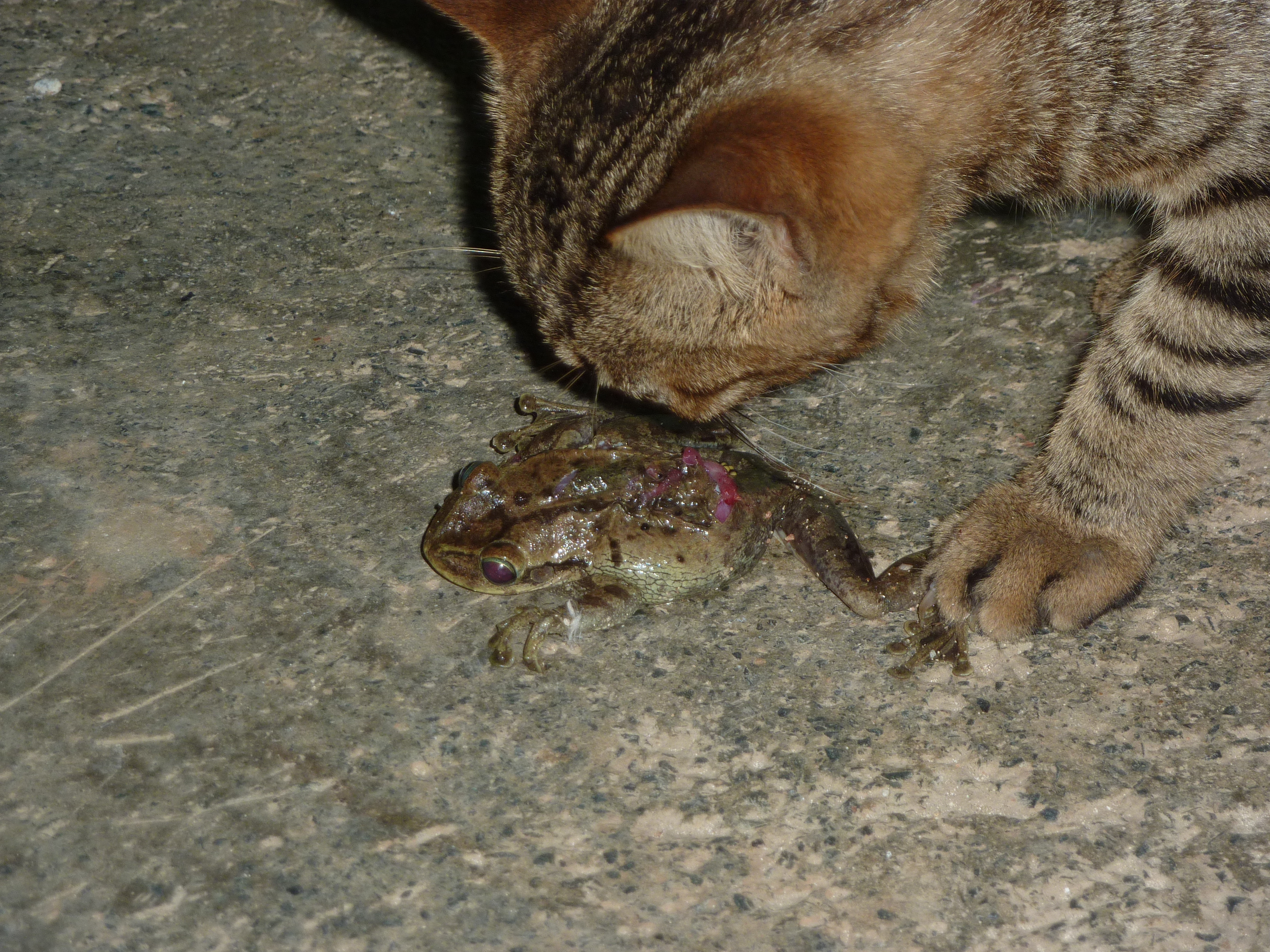
Gato comiéndose un sapo

Las gatos son carnívoros obligados y pueden sobrevivir sin vegetación. Los felinos salvajes suelen cazar pequeños mamíferos a lo largo del día para mantenerse alimentados. Sin embargo, los gatos domésticos están acostumbrados a una vida relajada y por tanto comen cantidades más pequeñas pero de manera más regular. Muchos gatos buscan y mascan pequeñas cantidades de hierba larga, pero sin valor nutricional, solo de forma mecánica.

## Socialización

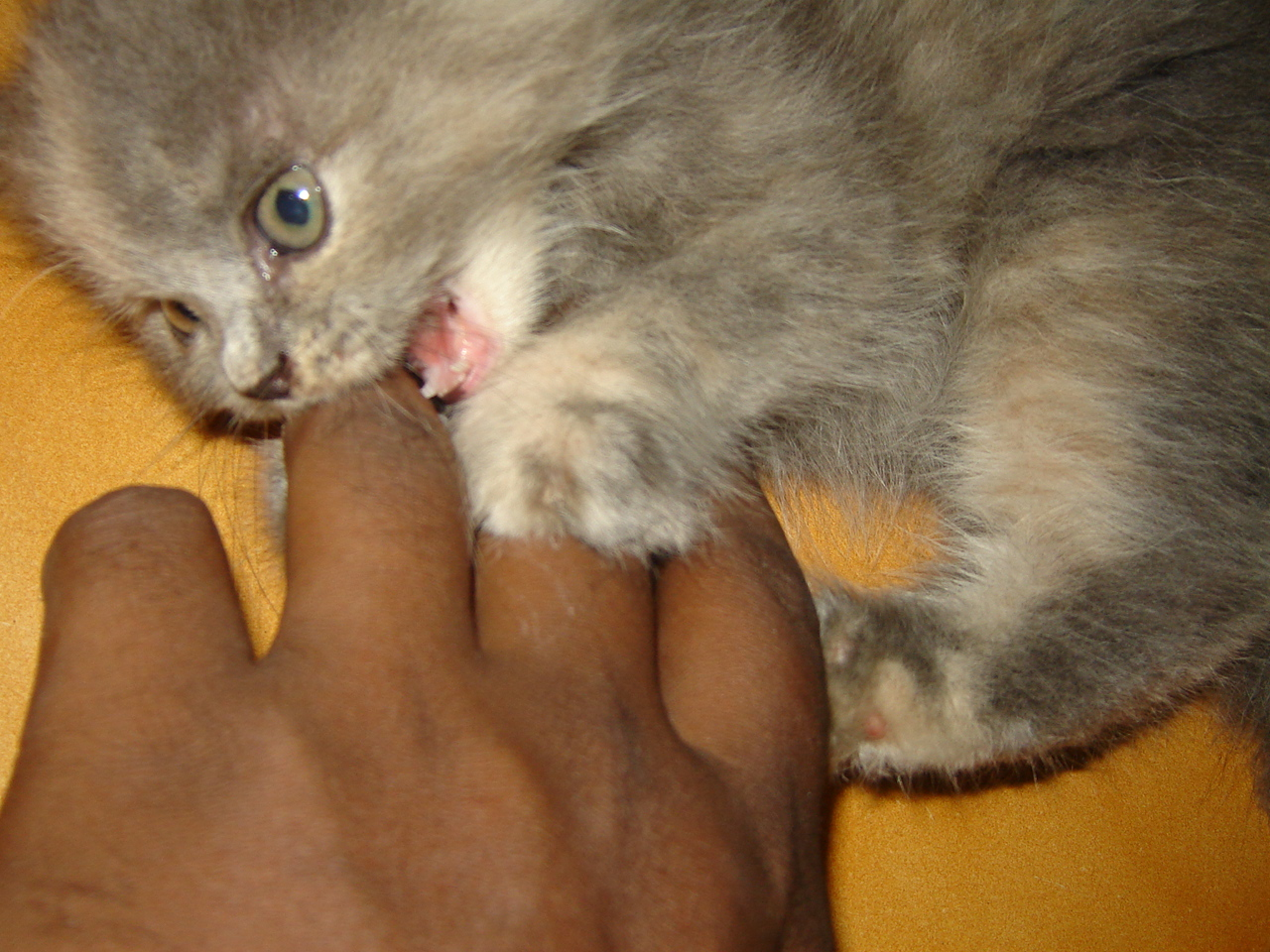
Un gatito persa jugando a luchar con su dueño. Cuando son separados de la madre y su camada, un gatito pueden participar en juegos de lucha con humanos, que pueden incluir arañazos juguetones, generalmente poco serios.

Los gatitos se asustan en un primer momento de la gente de manera natural, pero si se les cuida durante las primeras 16 semanas, desarrollan confianza en los humanos que les han criado. Para reducir la posibilidad de que los gatitos sean insociables u hostiles hacia los humanos, deben ser socializados a una temprana edad.
Es todo un reto intentar socializar a un gato adulto salvaje. Los gatos salvajes ya socializados tienden a confiar solo en la gente en la que han aprendido a lo largo del tiempo que se puede confiar y puede que sean muy miedosos con extraños.
Algunas personas ven a los gatos como animales escurridizos, tímidos o huraños. Además los gatos tienen una desconfianza innata por otros depredadores como los humanos y suelen minimizar el contacto con gente en la que no confían. 